# 六龜扁蚜
六龜扁蚜（学名：Astegopteryx liukueinensus）为扁蚜科刺額扁蚜屬下的一个种。